# Dictionnaire des arts et des sciences
Der Dictionnaire des arts et des sciences ist ein enzyklopädisches Wörterbuch, das 1694 von Thomas Corneille als Ergänzung des Dictionnaire de l’Académie française in zwei Bänden erstellt wurde.

## Entstehung
Als 1690 der Dictionnaire universel von Antoine Furetière erschien und mit 40 000 Einträgen auch die Peripherie des Wortschatzes abdeckte, fürchtete die Académie française, deren noch nicht publiziertes Wörterbuch mit 18 000 Einträgen auf das Zentrum des Wortschatzes zielte, den Misserfolg ihres Unternehmens und beauftragte Thomas Corneille, mit einem ergänzenden Wörterbuch den peripheren Wortschatz zu bearbeiten. Der normale muttersprachliche Benutzer schlägt ja vor allem das nicht Banale nach, die schweren Wörter, während das Wörterbuch der Akademie vor allem dem Lernenden, dem unsicheren Sprecher oder dem Fremdsprachler (auch den vielen innerfranzösischen Sprechern anderer Sprachen wie Provenzalisch, Bretonisch, Flämisch oder der verschiedenen Patois) dienen konnte. Der von Thomas Corneille verfertigte Dictionnaire des Arts et des Sciences erschien 1694 zusammen mit dem Akademiewörterbuch in zwei Bänden von 647 und 619 Seiten im Verlag Coignard.

## Inhalt
Thomas Corneille erklärt im Vorwort den Supplementcharakter zum Akademiewörterbuch, zählt eine Reihe von punktuellen Fehlern in Furetières Wörterbuch auf und behauptet, sein Wörterbuch sei „plus ample et plus correct“ (umfassender und mit weniger Fehlern) als der Dictionnaire universel. Es enthält Fachwortschatz und alte Wörter (so aus dem Roman de la Rose) und hat eine starke enzyklopädische Komponente. Für die medizinische Information beruft sich Corneille auf Michael Ettmüller und den Arzt Claude Perrault, für die Kunst auf André Félibien. An Sachgebieten nennt er ausdrücklich Tiere, Orden, Häretiker und Berufe. So findet man einen Artikel CISTEAUX, wo erklärt wird, der Orden habe ein Jahrhundert lang ganz Europa geistlich wie weltlich beherrscht, und wo der Ordensname fälschlich von cisterne abgeleitet wird, statt von cistel (Schilf). Der Vergleich der Artikel LIEN ergibt eine erhebliche Überlegenheit des Wörterbuchs von Corneille. An anderer Stelle (z. B. ABEILLE) ist Furetière wissenschaftlicher.

## Die zweite Auflage von 1731
Corneilles Neffe Fontenelle besorgte eine zweite Auflage, die 1720 fertig war, aber erst 1731 unter dem Titel Dictionnaire universel des arts et des sciences ebenfalls in zwei Bänden (678 und 645 Seiten) erschien. Darin war ein Verweissystem eingearbeitet, das als wichtige Zwischenstufe auf dem Weg zur Encyclopédie ou Dictionnaire raisonné des sciences, des arts et des métiers gilt.